# L'uomo del confine
L'uomo del confine (Borderline) è un film statunitense del 1980 diretto da Jerrold Freedman.
È un film drammatico incentrato sul tema dell'immigrazione clandestina dal Messico verso gli Stati Uniti attraverso la linea di confine. Vede per protagonisti Charles Bronson, nel ruolo di un agente della United States Border Patrol, la polizia di frontiera, Ed Harris, nel ruolo di un "coyote", ossia di un trafficante di clandestini trasportati di nascosto attraverso il confine, Bruno Kirby e Bert Remsen.

## Produzione
Il film, diretto da Jerrold Freedman su una sceneggiatura di Jerrold Freedman e Steve Kline, fu prodotto da James Nelson per la Incorporated Television Company (ITC) e girato a San Diego in California, al confine con il Messico, con un budget stimato in 8.500.000 dollari. Il film era il secondo di una serie di tre film per la quale Charles Bronson aveva firmato un contratto con la ITC Films del produttore Lew Grade. Il film ha ricevuto il supporto tecnico del Border Patrol e dell'Immigration and Naturalization Service.

## Distribuzione
Il film fu distribuito negli Stati Uniti dal 31 ottobre 1980 al cinema dalla Associated Film Distribution. In Italia è uscito il 24 gennaio 1981.
Alcune delle uscite internazionali sono state:
- in Finlandia il 23 gennaio 1981 (Flykt över gränsen)
- in Italia il 24 gennaio 1981 (L'uomo del confine)
- in Norvegia il 1º marzo 1981
- in Portogallo il 2 maggio 1981 (Fronteira Sangrenta)
- in Francia il 10 giugno 1981 (Chicanos - Chasseurs de têtes)
- nel Regno Unito il 1982 (in anteprima)
- in Cecoslovacchia il 1983 (Hranicní cára)
- in Germania Ovest il 31 maggio 1985 (Der Grenzwolf)
- in Germania Est (Der Grenzwolf)
- in Spagna (A veinte millas de la justicia)
- in Polonia (Granica)
- in Ungheria (Határsáv)
- in Grecia (I grammi ton synoron)
- in Slovenia (Nemirna meja)

## Promozione
La tagline è: "Somewhere along a thousand miles of barbed wire border the American dream has become a nightmare".

## Critica
Secondo il Morandini "il tema dell'immigrazione clandestina, affrontato da diversi film del cinema indipendente USA, diventa qui il pretesto per un poliziesco qualsiasi, affidato all'azione violenta e ai buoni sentimenti".